# استكشاف الحب
استكشاف الحب ((الكورية: 나의 완벽한 비서))؛ هو مسلسل تلفزيوني كوري جنوبي، من بطولة هان جي مين، لي جون هيوك. عرض على قناة إس بي إس في 3 يناير الى 14 فبرير 2025، تم بثه كل يومي الجمعة والسبت الساعة 22:00 بتوقيت (KST).

## القصة
امرأة ناجحة واثقة من نفسها كانغ جي يون (هان جي مين) هي المديرة التنفيذية لشركة متخصصة في البحث عن الكفاءات. والصراع في مجال البحث عن الكفاءات الذي يشهد منافسة شرسة، تبذل كل ما لديها في عملها. وبعيدًا عن وظيفتها، لا تعرف فعل أي شيء آخر. ولديها سكرتير يو إيون هو (لي جون هيوك) يعتني بكل شيء تقريبًا نيابة عنها.

## طاقم

### رئيسي
- هان جي مين في دور كانغ جي يون[4]

المديرة التنفيذية لشركة ناجحة في مجال البحث عن المواهب. إنها واثقة من نفسها ولديها قدرات متميزة، لكنها تصب كل طاقتها في العمل، لذلك فهي لا تعرف كيف تفعل أي شيء آخر.
- لي جون هيوك في دور يو إيون هو[4]

سكرتير جي ايون وهو أب أعزب أيضًا. إنه شخص ودود ومتعاطف ويجيد رعاية رئيسته.

### داعم
- كيم دو هون في دور وو جونغ هون[5]

شاب ثري لا مبالٍ من الخارج ولكن لديه مشاعر متضاربة في الداخل تجاه والده.
- كيم يون هاي في دور جونغ سو هيون[6]

كاتبة كتب مصورة وأم عزباء تحلم بأن تصبح من أكثر الكتب مبيعًا، وهي شخصية مرحة وحيوية تتولى جميع مهام ابنها، لذا فهي تشارك في جميع فعاليات الروضة.
- لي سانغ-هي في دور سيو مي آي[7]

المديرة المالية والصديقة المقربة الوحيدة لجي يون. إنها كريمة وهادئة الذهن، لكنها حساسة للغاية عندما يتعلق الأمر بالمال ولا يمكنها تحمل رؤية حتى فلس واحد يتم إهداره.
- بارك بو كيونغ في دور كيم هيه جين[8]

المديرة التنفيذية رقم واحد في الصناعة، والتي لديها الدافع لفعل أي شيء من أجل نجاح مشروعها.
- لي جاي وو في دور لي كانغ سيوك[9]

رجل رجولي يحب السفر والرياضة، ومالك مكتبة كتب مستعملة.
- يون جا آي في دور نا جيو ريم[10]

مستشارة في شركة بيبولز التي تديرها جي يون. وهي الموظفة الأكثر انشغالاً والأكثر كفاءة في الشركة.

## المشاهدات
| الموسم | الموسم | رقم الحلقة | رقم الحلقة | رقم الحلقة | رقم الحلقة | رقم الحلقة | رقم الحلقة | رقم الحلقة | رقم الحلقة | رقم الحلقة | رقم الحلقة | رقم الحلقة | رقم الحلقة | المتوسط |
| الموسم | الموسم | 1          | 2          | 3          | 4          | 5          | 6          | 7          | 8          | 9          | 10         | 11         | 12         | المتوسط |
| ------ | ------ | ---------- | ---------- | ---------- | ---------- | ---------- | ---------- | ---------- | ---------- | ---------- | ---------- | ---------- | ---------- | ------- |
|        | 1      | 1.015      | 1.214      | 1.889      | 2.220      | 2.008      | 2.202      | 2.102      | 2.150      | 2.279      | 2.078      | 2.183      | 2.199      | 1.962   |

| تاريخ | تاريخ البث     | تقييمات نيلسن كوريا | تقييمات نيلسن كوريا |
| تاريخ | تاريخ البث     | على الصعيد الوطني   | سيئول               |
| ----- | -------------- | ------------------- | ------------------- |
| 1     | 3 يناير 2025   | 5.2%                | 4.9%                |
| 2     | 4 يناير 2025   | 6.5%                | 6.7%                |
| 3     | 10 يناير 2025  | 10.5%               | 10.3%               |
| 4     | 11 يناير 2025  | 11.3%               | 11.3%               |
| 5     | 17 يناير 2025  | 10.7%               | 10.9%               |
| 6     | 18 يناير 2025  | 11.4%               | 11.2%               |
| 7     | 24 يناير 2025  | 11.0%               | 10.5%               |
| 8     | 25 يناير 2025  | 10.9%               | 10.6%               |
| 9     | 1 فبراير 2025  | 11.8%               | 11.8%               |
| 10    | 7 فبراير 2025  | 10.9%               | 10.7%               |
| 11    | 8 فبراير 2025  | 11.7%               | 11.6%               |
| 12    | 14 فبراير 2025 | 12.0%               | 11.3%               |
| متوسط | متوسط          | 10.3%               | 10.2%               |

## الإنتاج
كان المسلسل تحت عنوان "بين التحية" (بالكورية: 인사하는 사이؛)، من كتابة جي اون وهو أول عمل لها، وإخراج مشترك من قبل هام جون-هو الذي أخرج بطلي الغريب (2018)، وكيم جاي-هونغ الذي شارك في إخراج عبر الظلام (2022) العائد والشرطي المتباهي (2023). ومن إنتاج إستوديو إس بي إس ومجموعة محتويات EO.

### التصوير
بدأ التصوير الرئيسي في 7 مارس 2024.

## روابط خارجية
- الموقع الرسمي
 (بالكورية)
- استكشاف الحب على موقع IMDb (الإنجليزية)
- استكشاف الحب على موقع فيلمافينيتي (الإسبانية)
- استكشاف الحب على موقع قاعدة بيانات الفيلم (الإنجليزية)
- استكشاف الحب على هانسينما